# The Schulze-Schickert Session
The Schulze-Schickert Session is een studioalbum van Klaus Schulze en Günter Schickert. De beide heren kenden elkaar van de opnamen van het album Parallel World van de Far East Band. Schulze als muziekproducent en Schickert als geluidstechnicus stonden FEB bij bij de opnamen van hun tweede album.  Schickert is van origine gitarist, maar ook roadie. Als begeleider van Schulze was Schickert al aanwezig tijdens de opnamen van Moondawn. Toen Schulze voorbereidingen trof voor de daaropvolgende tournee, troffen beide heren elkaar weer en tijdens de repetities ontstonden ook weer nieuwe muziekstukken. Deze muziekstukken werden op band vastgelegd en vervolgens terzijde gelegd. Schickert ging als roadie mee tijdens een korte serie van optredens in november 1975, waarbij hij slechts minimaal bij de muziek op het podium betrokken werd.
De muziek leunt sterk op de muziek van Schulze ten tijde van Moondawn. Het album, dat in 2013 verscheen, kwam in een gelimiteerde oplage van 300 stuks.

## Musici
- Klaus Schulze – synthesizers
- Günter Schickert – gitaar, stem

## Muziek
| Nr. | Titel | Duur  |
| --- | --- | ----- |
| 1.  | Die Sehnsucht des Laien (Die Sehnsuch der Laien, Hymn to the night, No-Frills, Heart of darkness, Twilight chill, Blessed twilight) | 45:17 |
| 2.  | Spirits of the dead | 8:17  |
| 3.  | Happy country life | 12:36 |